# Френкель, Виктор Яковлевич
Ви́ктор Я́ковлевич Фре́нкель (23 февраля 1930, Ленинград — 7 февраля 1997) — российский физик и историк науки.

## Биография
Родился в семье выдающегося физика-теоретика Якова Ильича Френкеля и Сарры Исааковны Френкель (в девичестве Гординой). Старший брат — С. Я. Френкель, физик, лауреат Государственной премии СССР.
Окончил физико-механический факультет Ленинградского политехнического института. С 1959 года работал в Физико-техническом институте Академии наук, главный научный сотрудник. Доктор физико-математических наук, профессор Санкт-Петербургского государственного технического университета.
Автор свыше двухсот публикаций, двадцати двух монографий. Историк изучения физики, научных исследований в области физики, член Союза писателей, редколлегии журнала «Звезда», автор книг и статей по истории науки.
Похоронен на Богословском кладбище Санкт-Петербурга.

## Публикации

### Книги
- Френкель В. Я., Явелов Б. Е. Эйнштейн — изобретатель / Отв. ред. проф. Б. Г. Кузнецов.. — М.: Наука, 1982. — 161 с. — (История науки и техники). — 126 000 экз. (обл.)
- Френкель В. Я. Яков Ильич Френкель. — М. — Л., 1966. — 471 с.
- Френкель В.Я. Пауль Эренфест. — М.: Наука, 1971; 1978 (2-е изд.).
- Френкель В.Я. Петр Борисович Козловский, 1783-1840. — Л.: Наука, 1978. — С. 142.
- Горелик Г.Е., Френкель В.Я. Матвей Петрович Бронштейн, 1906-1938. — М.: Наука, 1990.
- Френкель В. Я. Профессор Фридрих Хоутерманс: работы, жизнь, судьба. — СПб.: Изд-во ПИЯФ РАН, 1997.

### Статьи
- В. Я. Френкель. Профессор Дирак и советские физики // УФН. — 1987. — Т. 153, вып. 9, № 1. — С. 173—186.
- Другие статьи В. Я. Френкеля в УФН
- Френкель В. Я., Дьяков Б. Б. Предвидение и реальность. Писатели и учёные об угрозе самоуничтожения человечества // Вестник РАН. — 1997. — № 2.